# Cinema da Líbia

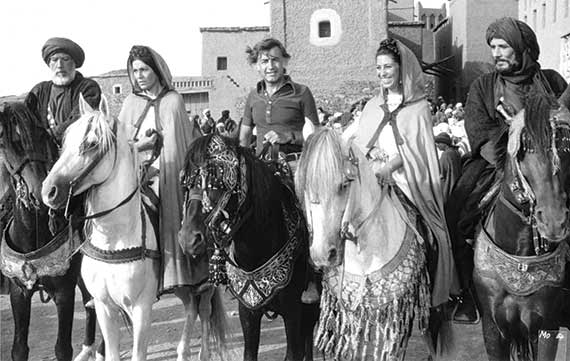
Anthony Quinn, Irene Papas, Moustapha Akkad, Muna Wassef e Abdullah Gaith durante a rodagem do filme líbio A mensagem.

O cinema da Líbia tem tido uma história desigual. Ainda que tenha havido pouca produção cinematográfica local na Líbia italiana e no Reino de Líbia, o cinema converteu-se numa actividade de entretenimento popular. A partir de 1973, Muammar Gaddafi tentou exercer controle sobre todas as actividades cinematográficas. Apesar de ter apoiado alguns cineastas locais, a sua obstrução do consumo de filmes estrangeiros deu como resultado o encerramento dos cinemas no país africano. No marco da instabilidade posterior a 2011, na Líbia, as esperanças de um ressurgimento do cinema líbio parecem longínquas devido, principalmente, à falta de infra-estrutura.

## História

### Primeiros anos
O primeiro filme gravado que se fez na Líbia foi um documentário francês de 1910, Les habitants du desert de Lybie. A Itália, como potência colonial, fez alguns documentários curtos sobre Líbia. As batalhas líbias durante a Segunda Guerra Mundial foram cobertas pelos noticiários britânicos, alemães e italianos. Após a guerra, as companhias petrolíferas e as agências internacionais fizeram documentários de maneira ocasional. Após a independência em 1951, o Reino de Líbia fez algumas curtas-metragens sobre Leptis Magna para fomentar o turismo. No entanto, a Líbia era pobre e tinha relativamente pouca produção cinematográfica no país. Em 1959, o Ministério das Notícias estabeleceu uma divisão cinematográfica, percorrendo o país com documentários e noticiários, e o Ministério de Educação e Aprendizagem produziu alguns filmes de carácter educativo.
Apesar da relativa falta de produção cinematográfica, o consumo de filmes foi extremamente popular como entretenimento em massa. A primeira sala de cinema do país estabeleceu-se em 1908, ainda que, segundo relatórios, foi demolida após a invasão italiana da Líbia em 1911. Os italianos estabeleceram cinemas, em sua maioria mas não exclusivamente para o público italiano, nas principais cidades de Líbia. Desde a década de 1940 até meados da década de 1960, Líbia contava com um grande número de cinemas: entre 15 e 20 em Tripoli e por volta de 10 em Bengasi. Entre os cinemas de Tripoli encontravam-se o Areia Giardino ao ar livre e o opulento Royal Cinema, o qual Gaddafi rebaptizou como Al-Shaab.

### Administração Gaddafi

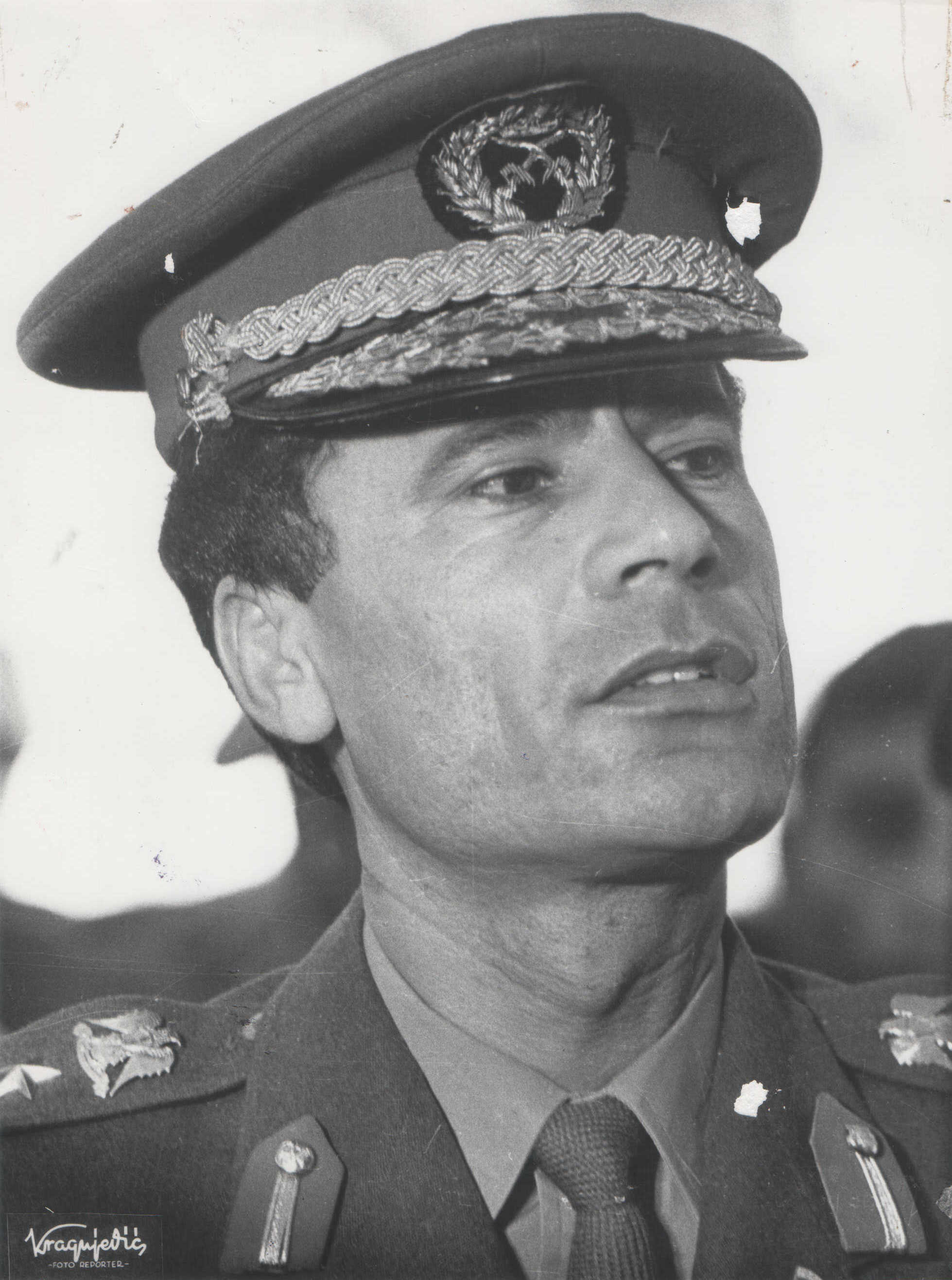
Muamar el Gaddafi exerceu o controle total sobre a produção cinematográfica na Líbia, censurando a grande maioria dos filmes produzidos no ocidente.

Gaddafi chegou ao poder em 1967. Considerava suspeitos os filmes estrangeiros, acusando-os de incitar ao imperialismo cultural norte-americano. Anteriormente, as únicas longas-metragens filmadas na Líbia tinham sido realizados por cineastas estrangeiros, filmes como A Yank in Libya de Albert Herman (1942) ou Sea of Sand de Guy Green (1958). O primeiro filme da Líbia, When Fate Hardens, filmado a preto e branco e dirigido por Abdella Zarok, foi estreado em 1972. Em 1973 fundou-se o Conselho Geral do Cinema com o fim de tomar o controle da cinematografia Líbia. Os filmes estrangeiros dobraram-se ao árabe e deviam cumprir com a política cultural do governo, uma mistura de lei religiosa e nacionalismo. A maioria dos filmes caseiros eram documentários e o realismo social promoveu-se como um ideal para os filmes de ficção. O Conselho Geral do Cinema continuou funcionando até 2010 e realizou documentários e curtas-metragens, apoiando também a gravação das poucas longas-metragens que se realizaram nos anos 70 e 80.
Gaddafi exerceu o controle pessoal directo sobre a produção cinematográfica. Por exemplo, censurou o lançamento de um filme de Kasem Hwel, Searching for Layla al-'Amiriya. Gaddafi estabeleceu uma companhia de produção para fazer filmes egípcios. Em meados da década de 70, o governo tomou cada vez mais o controlo directo de todos os cinemas, bloqueando a importação de filmes, o que levou ao encerramento de uma grande quantidade de salas.
Juntamente com o Kuwait e Marrocos, o governo de Gaddafi patrocinou a obra de Moustapha Akkad de 1976 sobre o nascimento do Islão, A Mensagem. No entanto, muitos países árabes negaram-se a projectar o filme e houve alguns problemas de violência relacionados com este facto. O Leão do deserto de Akkad (1981), financiado pelo governo de Gaddafi, foi um filme de acção histórica que retrata a resistência do líder beduíno Omar Mukhtar contra a colonização italiana da Líbia. O filme foi censurado na Itália até 2009.
Em 2009 anunciou-se que o filho de Muamar el Gaddafi, Al-Saadi el-Gaddafi, estava a financiar uma produtora de capital privado envolvida no financiamento de filmes de Hollywood como The Experiment (2010) e Isolation (2011). Entre os anos de 2009 e 2010, as empresas estrangeiras acordaram em restaurar e reabrir cinemas e teatros líbios. No entanto, a revolução de 2011 fez que este trabalho se detivesse e grande parte do equipamento foi roubado.

### O cinema líbio desde 2011
Após a queda de Gaddafi, houve um desejo generalizado de que a indústria do cinema líbio se reafirmasse. No entanto, o ressurgimento do cinema viu-se obstruído pela luta e as objecções islamistas. Os jovens cineastas líbios começaram a fazer curtas-metragens, com o apoio do Concilio Britânico e do Instituto Documentário Escocês. Os festivais de cinema em Tripoli e Bengasi conseguiram uma certa popularidade, mas foram atacados por militantes islamistas. Em 2013 estabeleceu-se discretamente um clube de cinema no sótão de uma galeria de arte de Tripoli. Em 2015 só havia uma sala de cinema em Tripoli, um lugar só para homens que apresenta filmes de acção às milícias que controlam a cidade.
Em dezembro de 2017, o Erato Festival, um evento de cinema com temática relacionada com os direitos humanos, foi lançado em Tripoli. O festival teve a sua estreia com o documentário Jasmine de Almohannad Kalthoum.

## Filmes destacados
- Al Tariq de Yousef Shaaban Mohammed (1975)
- A mensagem de Moustapha Akkad (1976)
- Pustinjska lajda de Petar Lalovic (1976)
- Ayna Tukhabi'um al-Shams? de Abdallah Al-Mubahi (1977)
- O leão do deserto de Moustapha Akkad (1980)
- Ma'rakat Taqraft de vários directores (1981)
- Sharing de Salah Ghwedr (2004)
- The Last Jews of Libya de Vivienne Roumani (2007)
- Ziu de Bassem Breish (2013)
- Tripoli Stories: The Runner de Mohannad Eissa (2014)
- One King Card de Muhannad Lamin (2017)
- Sabeel de Sufian Arasse (2018)